# Ajac d'Auba-ròcha
Ajac d'Auba Ròcha (en francès Ajat) és un municipi francès situat al departament de la Dordonya i a la regió de la Nova Aquitània.

## Demografia
| 1962                                       | 1968 | 1975 | 1982 | 1990 | 1999 | 2007 |
| ------------------------------------------ | ---- | ---- | ---- | ---- | ---- | ---- |
| 352                                        | 301  | 306  | 297  | 275  | 281  | 304  |
| Des de 1962: població sense dobles comptes |      |      |      |      |      |      |

## Administració
| Període   | Identitat          | Partit |
| --------- | ------------------ | ------ |
| 2001-2008 | Marie-Anne Brachet |        |
| 2008-     | Didier Clerjoux    |        |